# Élection présidentielle malienne de 2007
L'élection présidentielle au Mali de 2007 a eu pour vainqueur le président sortant Amadou Toumani Touré au premier tour.
Le premier tour était organisé le 29 avril. Un second tour était prévu le 13 mai si aucun candidat n'avait obtenu la majorité absolue.
La campagne électorale pour le premier tour s'est déroulée du 8 avril au 27 avril. Pour le second tour, elle aurait eu lieu du lendemain de la proclamation des résultats définitifs du premier tour au 11 mai.

## Le contexte

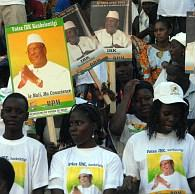
Supporters d'Ibrahim Boubacar Keïta

Cette élection se déroule 5 ans après l’élection d’Amadou Toumani Touré au 2002. L’ancien militaire putschiste qui avait participé au renversement de Moussa Traoré et avait présidé le Comité de transition pour le Salut du peuple avant de remettre le pouvoir au président élu Alpha Oumar Konaré avait pris sa retraite de l’armée pour se présenter à l’élection présidentielle. Il avait été élu au second tour face à Soumaïla Cissé. Les conditions de son  élection avaient été saluées par la communauté internationale, bien que le candidat arrivé en troisième position, Ibrahim Boubacar Keïta, ait évoqué des fraudes l’empêchant d’accéder au second tour. Le Mali devenait une vitrine de la démocratisation de l’Afrique.
Ces cinq années ont été marquées par un consensus imposé par le chef de l’État. Si les deux Premiers ministres qui se sont succédé étaient des personnalités indépendantes des partis, les principaux partis politiques étaient représentés au gouvernement. Cependant, à l’approche de cette élection, le consensus s’est effrité progressivement, plusieurs leaders et partis politiques refusant une nouvelle candidature d’Amadou Toumani Touré. Celui-ci a su cependant rassembler autour de sa candidature la majeure partie de la classe politique.

## Mode de scrutin
Le président malien est élu au scrutin uninominal majoritaire à deux tours pour un mandat de cinq ans renouvelable une seule fois.

## Les candidats
Pour que sa candidature soit reconnue, le candidat doit, selon la loi électorale du 4 septembre 2006, obtenir le parrainage de 10 députés ou 5 élus communaux dans chacune des régions et du district de Bamako. Chaque candidat doit verser une caution de 10 millions de francs CFA. Ces nouvelles dispositions ont eu pour effet de réduire le nombre de candidatures : 8 en 2007 contre 24 en 2002.

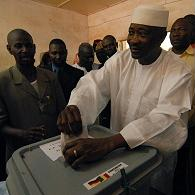
Amadou Toumani Touré, président sortant

- Ibrahim Boubacar Keïta a été investi par le Rassemblement pour le Mali le 28 janvier 2007 au cours de son 2e congrès ordinaire à Bamako[3]. Il était déjà candidat en 2002 et était arrivé en 3e position.
- Soumeylou Boubèye Maïga, ancien ministre de la défense, militant exclu de l’adéma et président du mouvement « convergence 2007 » a annoncé sa candidature à Bamako le 24 mars[4].
- Oumar Mariko a été investi par la conférence nationale du parti Solidarité africaine pour la démocratie et l'indépendance (Sadi) réunie à Ségou le 24 février[5].
- Tiébilé Dramé, président du Parti pour la renaissance nationale (Parena) a été investi par son parti le 18 février 2007[6].
- Sidibé Aminata Diallo a été investie par le Rassemblement pour l’éducation à l’environnement et au développement durable (REDD) le 12 mars 2007[7]. C'est la première femme candidate à une élection présidentielle au Mali.
- Amadou Toumani Touré, président sortant, a annoncé sa candidature lors d’un déplacement à Nioro du Sahel le 27 mars 2007[8].
- Mamadou Bakary Sangaré dit Blaise Sangaré, président de la Convention sociale démocrate (CDS) a été investi candidat le 27 mars 2007[9].
- Madiassa Maguiraga, candidat du Parti progressiste populaire (PPP).
- Modibo Sangaré, a été investi candidat par l’Union nationale pour la république (UNPR) le 27 mars 2007[10]. Cependant, sa candidature n'a pas été retenue par la Cour constitutionnelle du Mali pour non versement de la caution de 10 millions de francs CFA[11]

### Les alliances
Deux grandes alliances se forment en vue de l'élection présidentielle :
- À l’initiative de l’Alliance pour la démocratie au Mali-Parti africain pour la solidarité et la justice (Adéma/Pasj) et de l’Union pour la république et la démocratie (URD), l’ Alliance pour la démocratie et le progrès (ADP) a été créé pour soutenir une candidature du président sortant Amadou Toumani Touré[12]. Elle est composée de 14 partis politiques : : l’Adéma-Pasj; le Bdia ; le CNID ; le Miria ; le MPR ; le PCR ; le PDR ; le PIDS ; le PDP ; le RND ; l’UDD ; l'UMP ; l’URD et l’Us-Rda[13]. Le 15 février, 19 partis ont rejoint l’Alliance pour la démocratie et le progrès : ADES, AMAT, ANC, CNDR, FAMA, PDP, PUDP, RAMAT, UDF, PDJ, LJS, PLM, TDS, DFSP, PDCI,MDD, PMPS, PARISA et PECSAM[14].
- Le Front pour la Démocratie et la République (FDR) a été créé par 14 partis et deux associations politiques avec comme objectif de réussir l'alternance lors de l'élection présidentielle malienne de 2007. Le FDR est composé du RPM, du PARENA , de la CDS-Mogotiguiya, de la Concertation démocratique, COPP , le DPM, du Faso, du MPDD, du PARI, du PER, du PRDDM, du RDR, du RDT , du RJP. Les deux associations politiques sont Convergence 2007 de Soumeylou Boubèye Maïga et l’ADJ de Abdoul Karim Traoré dit Diop[15]

## L'organisation des élections

### La Commission électorale nationale indépendante
La Commission électorale nationale indépendante (CENI) est composée de :
| Nom                     | Fonction | Fonction au sein de la CENI |
| ----------------------- | --- | --------------------------- |
| Fodié Touré             | Procureur, président du Syndicat autonome de la magistrature                                                                 | Président                   |
| Adama Tiémoko Diarra    | Professeur | 1er vice-président          |
| Abdoulaye Koïta         | URD | 2e vice-président           |
| Alassane Bathily        | Professeur d'enseignement supérieur à la retraite                                                                            | 3e vice-président           |
| Me Elias Touré          | avocat | 4e vice-président           |
| Me Moussa Goïta         | Avocat | 5e vice-président           |
| Mamadou Diamoutani      | consultant en informatique                                                                                                   | 1er rapporteur général      |
| Hamadoun Maïga          | Agent à la mairie de la Commune III de Bamako                                                                                | 2e rapporteur général       |
| Modibo Bakayoko         | administrateur des sciences humaines                                                                                         | 1er questeur                |
| Aminata Traoré Bagayoko | Présidente de la CENI lors des élections communales de 2004                                                                  | 2e questeur                 |
| Mohamed Aljoumatt       | Géophysicien | Membre                      |
| Brahima Koné            | Avocat, vice-président mondial d'Avocats sans frontières et président de l'Association malienne des droits de l'homme (AMDH) | Membre                      |

La CENI a installé 753 commissions électorales dans les 703 communes, les 49 cercles et les 6 communes du district de Bamako ainsi que dans 39 représentations diplomatiques et consulaires à l’étranger.

### La liste électorale
La Délégation générale aux élections (DGE) a verrouillé le 15 mars 2007 le fichier électoral qui comptabilise 6 884 524 électeurs, dont 617 161 citoyens maliens résidant à l’étranger. Les partis regroupés, au sein du FDR, ont exigé sans succès un audit sur ce fichier électoral.

### Le bulletin unique
Le bulletin unique était pour la première fois utilisé pour cette élection présidentielle. Sur un seul bulletin, figurent les 8 candidats avec leur prénom et leur nom, leur photo, éventuellement le nom et le symbole du parti qu'il représente. L'électeur se rend dans l'isoloir et appose son index imprégné d'encre sur la case du candidat pour qui il souhaite voter. Après avoir plié son bulletin, il le glisse dans l'urne sous le contrôle des assesseurs.
Le bulletin unique a fait l'objet d'une campagne d'informations dans les différentes langues parlées au Mali. Lors de la campagne officiel, la photo du candidat et son symbole était présenté. La majorité de la population est en effet analphabète.

## L'abstention
La faiblesse de la participation électorale est une dominante des scrutins qui se sont succédé depuis l’instauration de la démocratie en 1992. L’élection de 2007 connaît également une faible participation. Moins de deux tiers seulement des électeurs ont retiré leur carte d’électeurs. Ce taux varie d’une région à l’autre, de 30,60 % dans le district de Bamako à 71,71 % dans la région de Mopti, avec un taux national (hors maliens de l’extérieur) de 63,78 %. Afin d’arriver à ce taux, les autorités maliennes ont pris plusieurs mesures incitatives comme l’organisation de concerts, l’autorisation donnée aux retraits collectifs de cartes par des chefs de famille ou par des responsables de partis politiques dûment munis de cartes d’identité de leurs militants ou l’instauration d’un jour férié le 25 avril dénommé journée « d’engagement civique ».

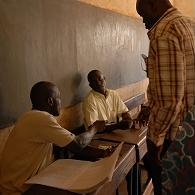
élection présidentielle

L'abstention a été très forte au cours de cette élection, environ 74 % des électeurs inscrits.

## Le déroulement du scrutin
Pour les observateurs de la Communauté économique des États de l'Afrique de l'ouest (Cédéao), le scrutin a été « libre et transparent », malgré quelques imperfections. Cet avis n’est pas partagé par les candidats regroupés au sein du Front pour la démocratie et la république (FDR) qui dès le jour du scrutin condamnait les irrégularités et contestait la sincérité du scrutin. Le 30 avril, le FDR dénonçait des « grosses irrégularités », comme l’utilisation abusive de cartes d’électeurs et de procurations et la circulation de bulletins de vote non conformes.

## Les résultats
Résultats définitifs proclamés par la Cour constitutionnelle
| Inscrits                        | 6 884 352 |
| Votants                         | 2 494 846 |
| Bulletins nuls                  | 198 518   |
| Suffrages annulés               | 30 845    |
| Bulletins valablement exprimés: | 2 288 993 |
| Taux de participation           | 36,24 %   |

| Candidat                | Suffrages exprimés | %       |
| ----------------------- | ------------------ | ------- |
| Amadou Toumani Touré    | 1 612 912          | 71,20 % |
| Ibrahim Boubacar Keïta  | 433 897            | 19,15 % |
| Tiébilé Dramé           | 68 956             | 3,04 %  |
| Oumar Mariko            | 61 670             | 2,72 %  |
| Mamadou Bakary Sangaré  | 35 776             | 1,58 %  |
| Soumeylou Boubèye Maïga | 32 973             | 1,46 %  |
| Sidibé Aminata Diallo   | 12 443             | 0,55 %  |
| Madiassa Maguiraga      | 6 856              | 0,30 %  |

### Contestations et proclamation
Ces résultats sont contestés par quatre candidats regroupés au sein du Front pour la démocratie et la république. Cette alliance a saisi le 2 mai la Cour constitutionnelle afin de faire annuler ce premier tour. Elle a déposé une demande argumentée avec des cas de fraudes qu’ils ont repérées et de la jurisprudence : l’annulation des élections de 1997. Parmi les cas de fraude, figurent la circulation de bulletins frauduleux avec une empreinte apposée sur la case du candidat Amadou Toumani Touré.
Le candidat Soumeylou Boubèye Maïga, membre du FDR a déclaré à la presse que « les conditions dans lesquelles les élections se sont déroulées rendent caducs les résultats ». Le président de l’assemblée nationale Ibrahim Boubacar Keïta, candidat également membre du FDR évoque lui les « intimidations, menaces ouvertes, tripatouillages de divers ordres » qui ont été « mis en œuvre pour faire réélire Amadou Toumani Touré ».
Bouabre Yvonne Abane, député de Côte d'Ivoire, vice-présidente du Comité interparlementaire de l'Union économique et monétaire ouest-africaine (UEMOA) et présidente de la mission d'observation de l'UEMOA a déclaré le 1er mai que "l'élection présidentielle du 29 avril 2007 au Mali ne souffre pas d'irrégularités de nature à remettre en cause les résultats du scrutin. En conséquence, nous invitons le peuple malien, les acteurs politiques et la société civile à accepter le verdict des urnes".
La cour constitutionnelle a proclamé les résultats définitifs de l'élection le 12 mai 2007. Elle a déclaré non fondées les requêtes des candidats Ibrahim Boubacar Keïta, Tiébilé Dramé, Mamadou Bakary Sangaré et Soumeylou Boubèye Maïga qui demandaient l'annulation du scrutin pour fraudes généralisées sur l'ensemble du territoire. Elle a proclamé élu Amadou Toumani Touré avec 71,20 % des voix
Se rendant à son quartier général de campagne, Amadou Toumani Touré a fait une allocution dans laquelle il a déclaré : " Président de tous les Maliens, je m'engage solennellement à continuer de faire vivre, dans le rassemblement et l'unité, les valeurs profondes de notre nation, que sont la solidarité, la tolérance et la paix".
Les leaders du Front pour la république et la démocratie (FDR) se sont réunis le 13 mai, le lendemain de la proclamation des résultats par la Cour constitutionnelle. Dans une déclaration signée par le président du FDR, Ibrahim Boubakar Keïta et lu à l'issue de cette rencontre, le FDR, tout en continuant à considérer que le scrutin est entaché de fraudes, "prend acte de la décision et invite ses militants, tous les démocrates et patriotes épris de liberté et de justice à poursuivre la lutte par des moyens démocratiques et pacifiques.".
Le parti Solidarité africaine pour la démocratie et l'indépendance (SADI) a, dans un communiqué publié à l'issue de la réunion de son bureau national du 2 mai 2007, déclaré que "le déroulement de l'élection présidentielle a confirmé ses inquiétudes exprimées lors de ses conférences de presse et déclarations faites avant les échéances électorales".
Le Front pour la démocratie et la république a tenu un meeting le 19 mai 2007. Son président, Ibrahim Boubacar Keïta a déclaré que bien que « convaincus qu'il s’est passé des choses anormales, injustes, à l'occasion de la présidentielle du 29 avril dernier, nous n'allons pas dire «Monsieur Amadou Toumani Touré», mais Monsieur le Président de la République, au regard de l'esprit républicain que nous avons et que nous privilégions au FDR. Autrement dit, nous reconnaissons Amadou Toumani Touré comme président de la République du Mali ». Le président sortant de l’assemblée nationale a également indiqué que le FDR irait aux élections législatives.

### Résultats par régions[30]
| régions                 | Kayes   | Koulikoro | Sikasso | Ségou   | Mopti   | Tombouctou | Gao     | Kidal   | District de Bamako | Maliens de extérieurs |
| ----------------------- | ------- | --------- | ------- | ------- | ------- | ---------- | ------- | ------- | ------------------ | --------------------- |
| Taux de participation   | 34,48 % | 34,83 %   | 36,94 % | 36,27 % | 47,69 % | 55,56 %    | 53,82 % | 52,55 % | 24,50 %            | 19,15 %               |
| Amadou Toumani Touré    | 54,55 % | 60,37 %   | 68,34 % | 71,76 % | 86,93 % | 91,13 %    | 82,90 % | 77,95 % | 54,04 %            | 78,15 %               |
| Ibrahim Boubacar Keïta  | 31,67 % | 27,83 %   | 15,31 % | 16,90 % | 9,40 %  | 5,96 %     | 10,97 % | 17,06 % | 38,48 %            | 14,71 %               |
| Mamadou Bakary Sangaré  | 1,02    | 1,75      | 5,25    | 0,76    | 0,74    | 0,46       | 0,61    | 0,60    | 0,47               | 0,75                  |
| Tiébilé Dramé           | 9,22    | 5,90      | 1,51    | 2,39    | 1,20    | 0,63       | 0,56    | 1,80    | 2,37               | 2,45                  |
| Soumeylou Boubèye Maïga | 1,01    | 2,12      | 1,04    | 0,89    | 0,92    | 1,16       | 4,54    | 1,34    | 1,38               | 1,28                  |
| Oumar Mariko            | 1,20    | 1,07      | 7,64    | 6,72    | 0,31    | 0,28       | 0,14    | 0,18    | 2,04               | 0,84                  |
| Sidibé Aminata Diallo   | 0,81    | 0,56      | 0,49    | 0,39    | 0,32    | 0,27       | 0,21    | 0,96    | 0,98               | 1,45                  |
| Madiassa Maguiraga      | 0,52    | 0,40      | 0,42    | 0,29    | 0,18    | 0,10       | 0,07    | 0,11    | 0,24               | 0,38                  |